# Miguel Antonino Osanz
Miguel Antonino Osanz (Botaya, c. 1760 - Soria, 28 de mayo de 1825) fue un compositor y maestro de capilla español. El maestro también está documentado como «Miguel Antonio» o simplemente «Antonio».

## Vida
Miguel Antonino Osanz nació en Botaya, actualmente una localidad del municipio de Jaca, en la provincia de Huesca. No hay noticias de su formación, pero se sabe que su hermano, Mariano Osanz, era «contralto agregado» en la Catedral de Zaragoza en 1776.
No se sabe cuándo Miguel Antonino Osanz fue maestro de capilla de la Colegiata del Santo Sepulcro de Calatayud. En su archivo se encuentra unas Completas en Re Mayor en cuyo título aparece el siguiente texto: «Completas por D. Miguel Antonio Osanz, Maestro de Capilla y organista de la Colegial del Santo Sepulcro Yerosolimitano de la Ciudad de Calatayud.»
En 1781 Miguel Antonino Osanz se encontraba realizando las funciones de tenor y organista, además de maestro de capilla en el Monasterio de San Juan de la Peña. Según la documentación que entregó en la Colegiata de Soria, era tonsurado y tenía 21 años.
Mariano Osanz, hermano del maestro, había sido recibido en la Colegiata de Soria en febrero de 1779, donde ejerció de contralto, además de las funciones de maestro de capilla. El maestro de la Colegiata, Nicolás García, había fallecido y se realizaron unas oposiciones para cubrir la vacante en 1781. Antonino Osanz tuvo que enfrentarse en las oposiciones a Juan Lorenzo Muñoz, en ese momento contralto de la Colegiata de Calatayud y posteriormente maestro de capilla de la Catedral de Sigüenza. La oposición consistió en componer un salmo y un aria, además de dirigir una obra polifónica. Los ejercicios fueron enviados a la Colegiata de Logroño, donde fueron evaluados por el maestro Juan José Llorente. Finalmente, Osanz ganó la mayoría de los votos del cabildo el 11 de agosto de 1781.
Durante su magisterio en Soria fue ordenado sacerdote. En 1802 solicitó licencia para opositar a la organistía de la Catedral de Segovia, pero se desconoce si participó en el examen. La cuestión es que continuó en Soria ejerciendo todos los trabajos necesarios para mantener activa la capilla de música. En 1804 el cabildo incluso documenta estar «muy satisfecho del celo y prontitud con que se presta a suplir los prebendados». Se refieren a que en ese momento estaba supliendo al organista, que estaba ausente por enfermedad. En un memorial presentado al cabildo en 1809, Osanz afirma que:

[...] como maestro de capilla de esta colegial de Soria, digo que estoy pronto a seguir haciendo todos mis esfuerzos para el culto del Señor en dicha iglesia, como incesantemente he procurado y acreditado durante mi residencia en ella por el espacio de veinte y ocho años, que voy a cumplir de magisterio, no solamente en el ejercicio de mi mera obligación, sino de cumplir ya de bajo, ya de tenor y contralto y otros agregados, como es público y notorio, y particularmente he suplido la plaza de organista once años [...], sin interés alguno y menos faltar por este motivo a mi obligación, llevando solamente de la consideración a las cortas facultades de la iglesia.

El salario de Osanz en Soria no debía ser malo y sus gastos escasos, ya que en 1805 pudo regalar una custodia para la procesión del Corpus y más tarde financiaría la construcción de un órgano portátil. Osanz falleció en Soria, el 28 de mayo de 1825, estando todavía en el cargo.

## Obra
Miguel Antonino Osanz compuso para voces e instrumentos según lo que estaba disponible en la capilla de música soriana, adaptándose a las circunstancias de una agrupación en declive. Su estilo se basa principalmente en la homofonía con ornamentaciones vocales típicas de la época, aunque también era capaz de usar el contrapunto en sus obras más solmenes.
Se conservan nada menos que 168 composiciones suyas en Soria, además de otras 13 obras que se le atribuyen. Entre ellas, 24 misas, 2 réquiems, 20 villancicos, 6 magníficats y 26 responsorios. También se conservan obras suyas en la Colegiata del Santo Sepulcro en Calatayud.